# Le Vintrou
Le Vintrou é uma comuna francesa na região administrativa da Occitânia, no departamento de Tarn. Estende-se por uma área de 11.38 km², e possui 88 habitantes, segundo o censo de 2018, com uma densidade de 7.7 hab/km².